# Elizabeth Gould
Pour les articles homonymes, voir Gould.
Ne doit pas être confondu avec Elizabeth Gould Bell.
Elizabeth Gould (18 juillet 1804 – 15 août 1841), est une artiste britannique et illustratrice naturaliste d'importance. De son vivant, Elizabeth voyage et travaille aux côtés de son mari, le naturaliste et auteur John Gould. Elle produit des illustrations et des lithographes pour des ouvrages d'ornithologie, notamment l'ouvrage de  Zoologie du Voyage du H.M.S. Beagle de Charles Darwin et The Birds of Australia de John Gould. Au moins 650 oeuvres lui sont attribuées.

## Biographie

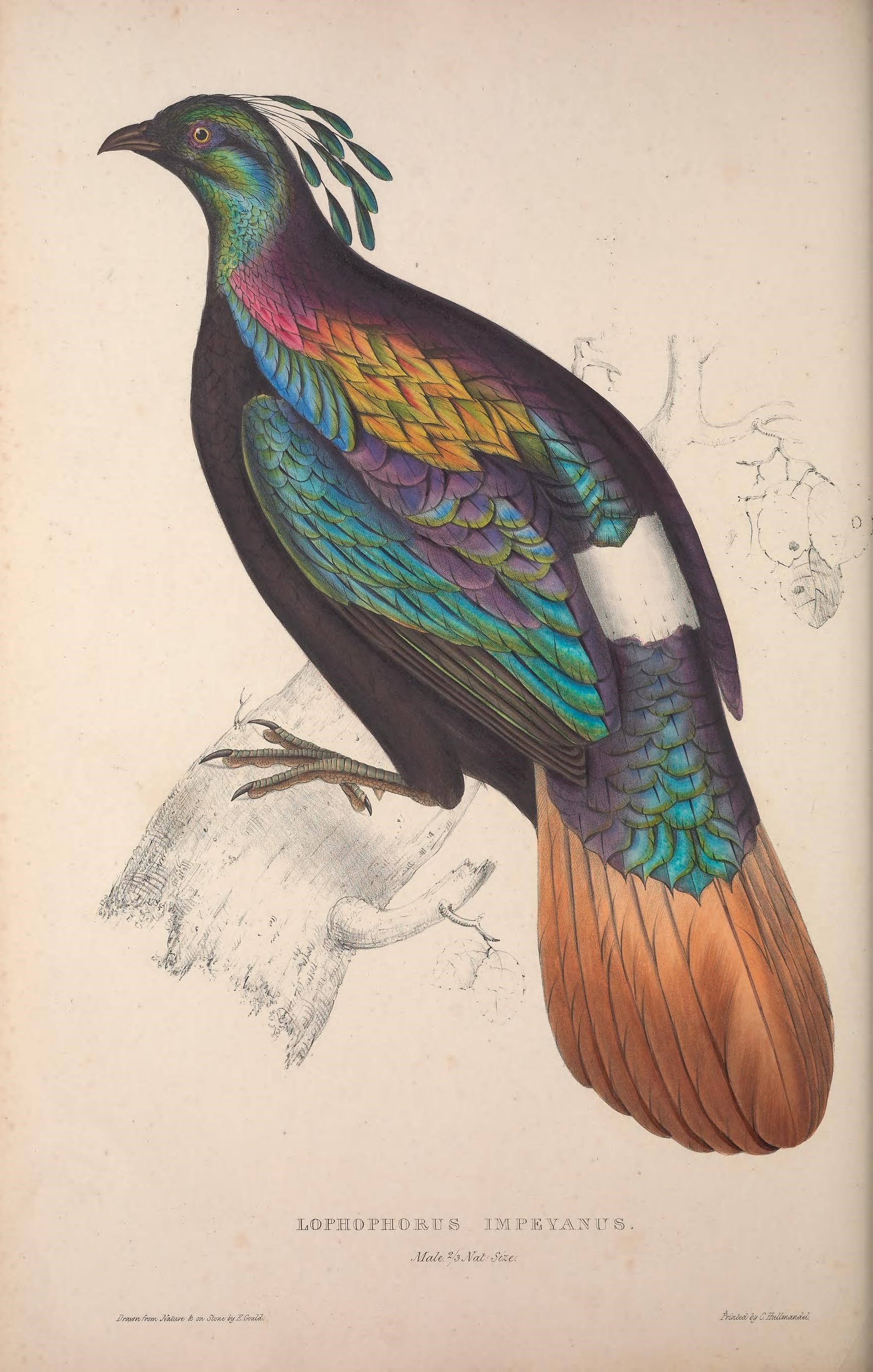
Exemple de l'utilisation de couleurs brillantes par Elizabeth Gould sur une lithographie

### Jeunesse
Elizabeth naît le 18 juillet 1804 à Ramsgate au sein d'une famille militaire. Sa jeunesse est peu connue, mais il est plausible qu'elle ait été initiée au dessin et à la botanique dès le plus jeune âge, ces deux matières étant enseignées aux jeunes filles de classe moyenne dans l'Angleterre victorienne. L'historienne des sciences Ann Moyal écrit : "Les femmes cultivées dessinent, marchent, observent, collectent des spécimens, organisent et peignent." 
A vingt-deux ans, Elizabeth trouve un emploi de gouvernante, et vit à James Street, à Londres. Elle rencontre John Gould par l'intermédiaire de son frère, Charles Coxen, qui était comme lui taxidermiste. Elle épouse John Gould en janvier 1829, à l'âge de 24 ans.

### Débuts professionnels
Elizabeth commence sa vie professionnelle en produisant des dessins d'ornithologie destinés à illustrer les écrits de son mari dans des lettres à ses collègues. Son premier ouvrage publié paraît en 1832, A Century of Birds from the Himalaya Mountains. Sans soutien d'un éditeur extérieur, le coupe s'auto-édite. Dans les premiers temps de leur relation, c'est Elizabeth qui soutient financièrement le couple en vendant ses dessins. John Gould l'encourage à apprendre la lithographie et demande à son collaborateur Edward Lear de lui enseigner à technique. L'étendue de l'influence directe de Lear sur son travail est incertaine, mais les deux artistes côtoient les mêmes cercles d'artistes et historiens naturalistes, et travaillent sur les mêmes publications.
Le travail d'Elizabeth consiste essentiellement en des dessins, compositions et observations détaillées de descriptions d'oiseaux exotiques, qu'elle reproduit ensuite en lithographie. Elizabeth réalise également des aquarelles, qu'elle annote à destination de coloristes pour faciliter leur copie. Son travail provoque l'enthousiasme, pour la représentation d'espèces inconnues en Europe et identifiées lors d'expéditions, mais surtout pour celle des oiseaux et mammifères australiens nouvellement intégrés dans les collections anglaises.
Ayant acquis un solide niveau de compétences, Elizabeth reprend des illustrations de John Gould pour les remettre à jour. Les époux ne partagent pas une relation de maître à élève, mais bien de collaborateurs, permettant par la mise en commun de leurs compétences respectives des avancées significatives dans les domaines de l'histoire naturelle et de l'ornithologie. En se servant de la valeur esthétique de la nature, le couple participe à transmettre des connaissances scientifiques et à faire connaître de nouvelles espèces, et fait naître une demande et un intérêt pour la représentation d'oiseaux et d'autres espèces dans leurs œuvres,.

### Voyage en Australie

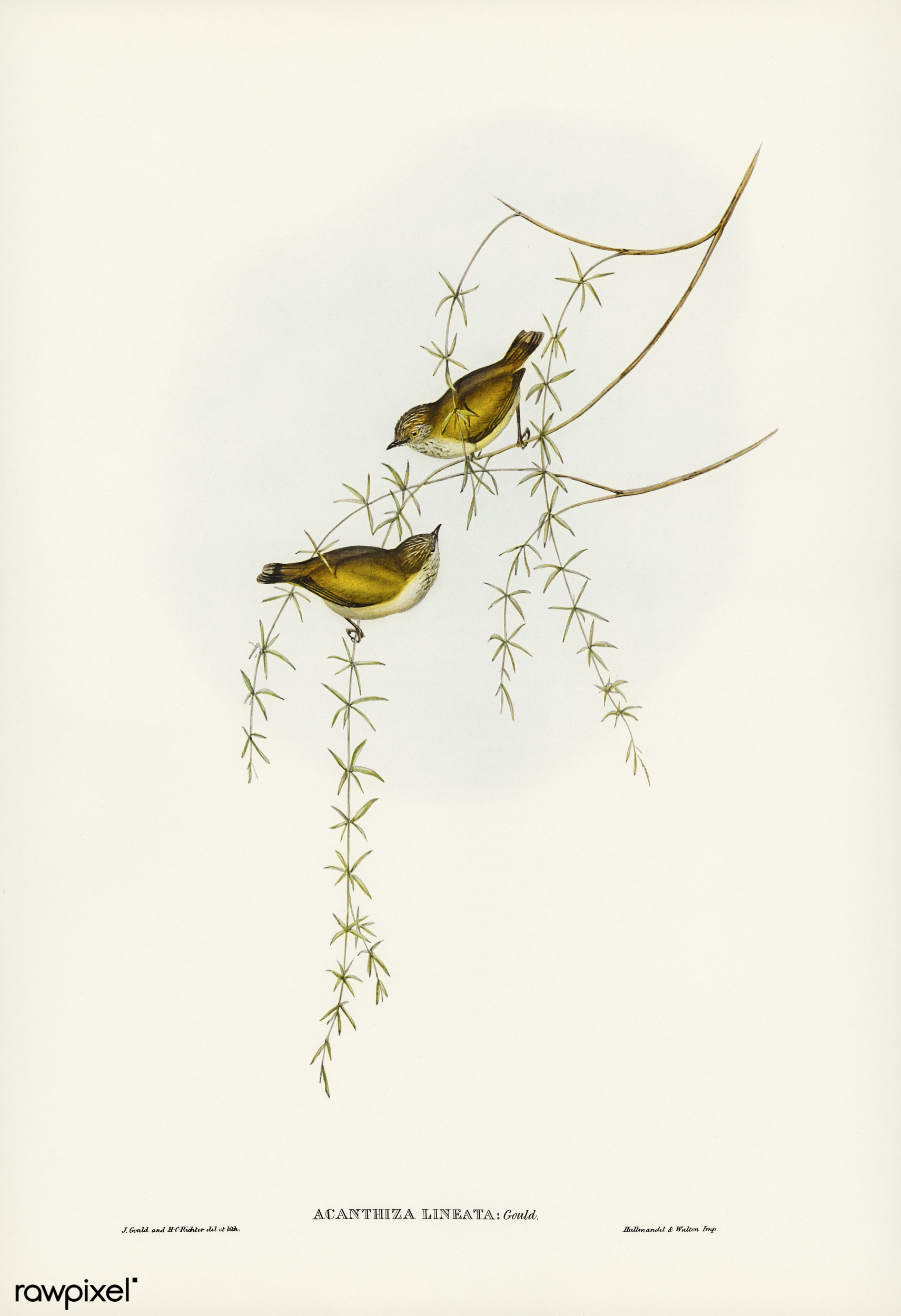
Acanthize ridé (Acanthiza lineata), dessin d'Elizabeth Gould pour The Birds of Australia.

Le couple Gould, accompagné de leur enfant aîné, entreprennent un séjour en Australie en 1838. Elizabeth passe la majorité de son temps à Hobart en qualité d'invitée de l'exploratrice Jane Franklin. John Gould se déplace souvent pour collecter des spécimens, qu'Elizabeth dessine et peint. Son frère Charles Coxen et sa belle-sœur Elizabeth Coxen immigrent en Australie, et deviennent membres de la Queensland Philosophical Society.
En Australie, Elizabeth réalise des centaines de dessins pour les publications Birds of Australia, A Monograph of the Macropodidæ, or Family of Kangaroos, et pour le volume d'ornithologie de l'ouvrage de Charles Darwin, Zoologie du voyage du H.M.S. Beagle.
Elizabeth accouche d'un garçon pendant son séjour en Australie et donne naissance à leur huitième enfant à son retour en Angleterre en 1840. Elle parvient à compléter 84 planches à destination de The Birds of Australia, mais ne vit pas assez longtemps pour voir l'aboutissement de ses recherches, mourant de fièvre puerpérale peu de temps après la naissance de leur dernier enfant.

### Héritage
Henry Constantine Richter est employé par John Gould après le décès d'Elizabeth, et travaille à compléter les illustrations pour The Birds of Australia. Le style de leurs dessins est difficile à distinguer, et il est très probable que H.C. Richter se soit directement inspiré de ses esquisses,,.
John Gould fut anéanti par la mort de sa femme. Il ne se remaria jamais, et rendit toujours hommage à Elizabeth Gould pour l'importance de son travail.
En 1944, un récit complet de sa vie, The Story of Elizabeth Gould, est publié par Alec Chisholm. Ce livre se fonde en grande partie sur un ensemble de lettres d'Elizabeth Gould redécouvertes en 1938. Conservées à la Mitchell Library en Australie, ces lettres révèlent une personnalité charmante et cultivée, et un certain talent dans les arts et la musique.
Bien que les Gould n'aient passé que moins de deux ans en Australie, les sept volumes de The Birds of Australia  restent un ouvrage de référence sur le sujet.

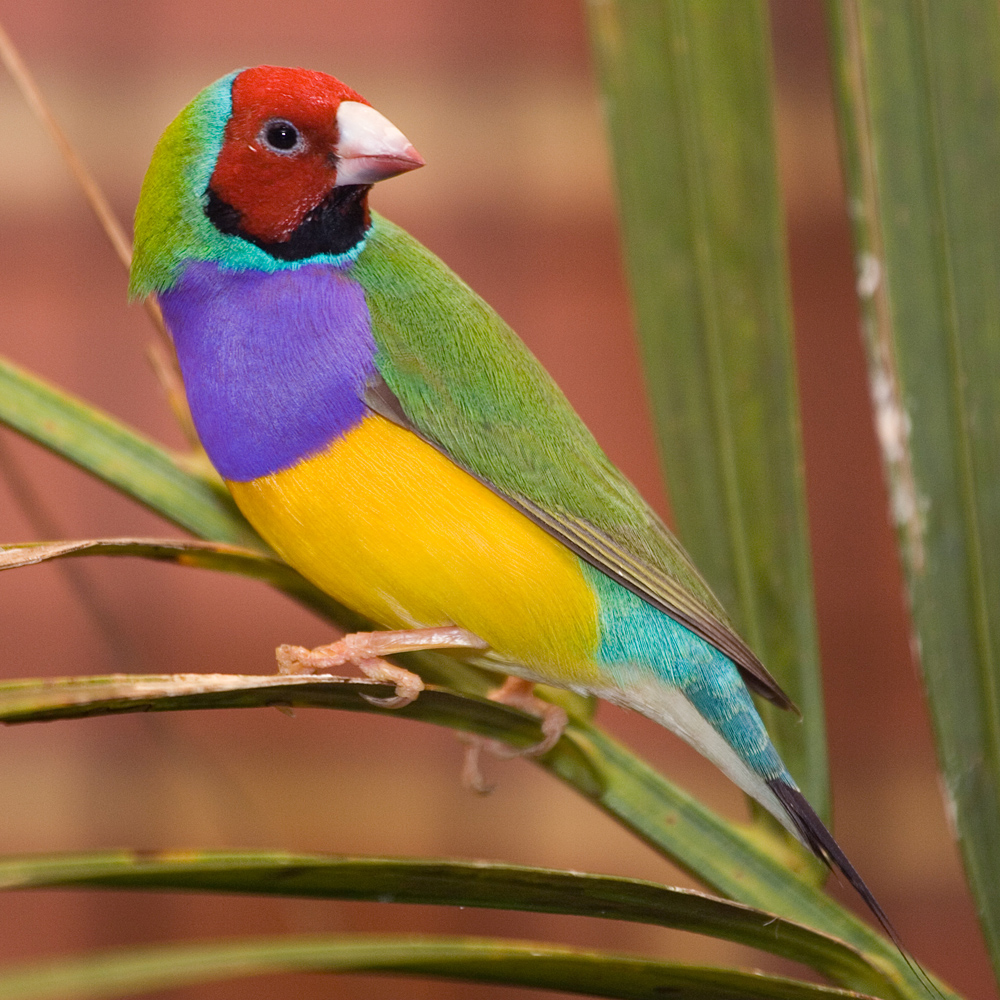
Diamant de Gould

Deux espèces oiseaux, le Diamant de Gould (Chloebia gouldiae) et le Souimanga de Gould (Aethopyga gouldiae) sont nommées en l'honneur d'Elizabeth.
John Gould, à l'origine de cette décision, déclare à propos du Diamant de Gould : "C'est avec la plus grande affection que je me suis risqué à dédier ce merveilleux oiseau en mémoire de ma défunte épouse, qui pendant de nombreuses années m'a assisté consciencieusement de son crayon, m'a accompagné en Australie, et a toujours manifesté de l'enthousiasme pour mes recherches." (« It was with feelings of the purest affection that I ventured, in the folio edition, to dedicate this lovely bird to the memory of my late wife, who for many years laboriously assisted me with her pencil, accompanied me to Australia, and cheerfully interested herself in all my pursuits. »).

Le Souimanga de Gould est ainsi nommé par Nicholas Vigors, un ami du couple et un contributeur au travail de John Gould.

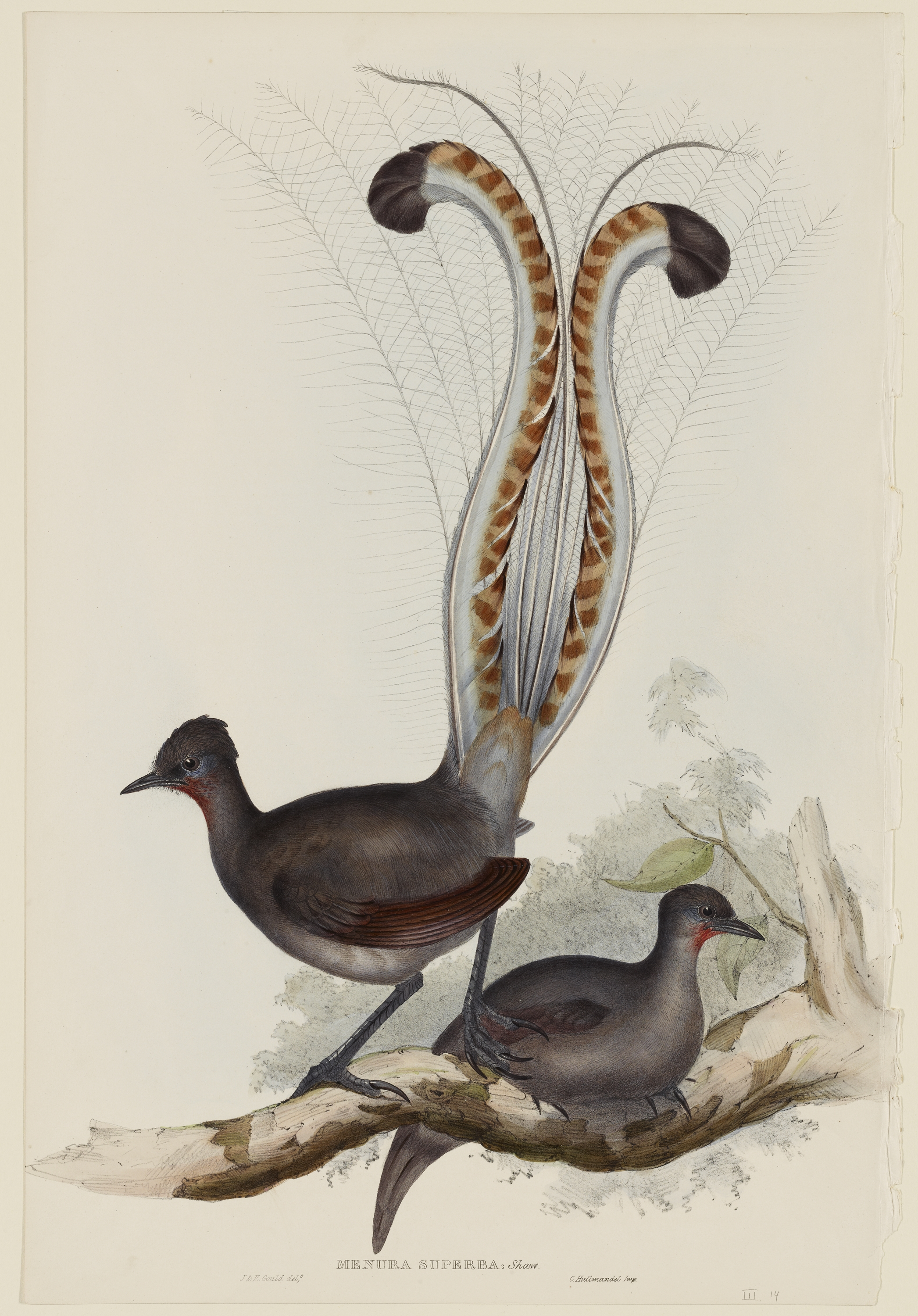
Exemple de lithographie dont l'attribution est partagée entre Elizabeth et John Gould

## Attributions et recherche contemporaine
Aujourd'hui, de nombreuses recherches critiques tendent à remettre en question l'attribution historique de l'oeuvre d'Elizabeth à John Gould, pour rendre sa parenté à Elizabeth seule. Le rôle de John dans la production de lithographes a été contesté, et des exemples de son style artistique, mis en comparaison avec celui de son épouse, tendent à indiquer que le dessin et le coloris des spécimens sont en réalité de la seule main d'Elizabeth.
Bien qu'ayant été la seule artiste contributrice de leur première collection A Century of Birds from the Himalaya Mountains, parenté confirmée sur chaque lithographie par la phrase "Dessin tiré de la nature et gravé par E. Gould" ("Drawn from Nature and on Stone by E. Gould"), de nombreuses collections ultérieures ont attribué la parenté au couple "J & E Gould". The Birds of Australia inclus de nombreuses attributions similaires. Les chercheurs reconnaissent désormais que le travail exhaustif d'Elizabeth dans la création d'archives de dessins préparatoires pour les lithographies n'a pas été reconnu à sa juste valeur.

## Œuvres

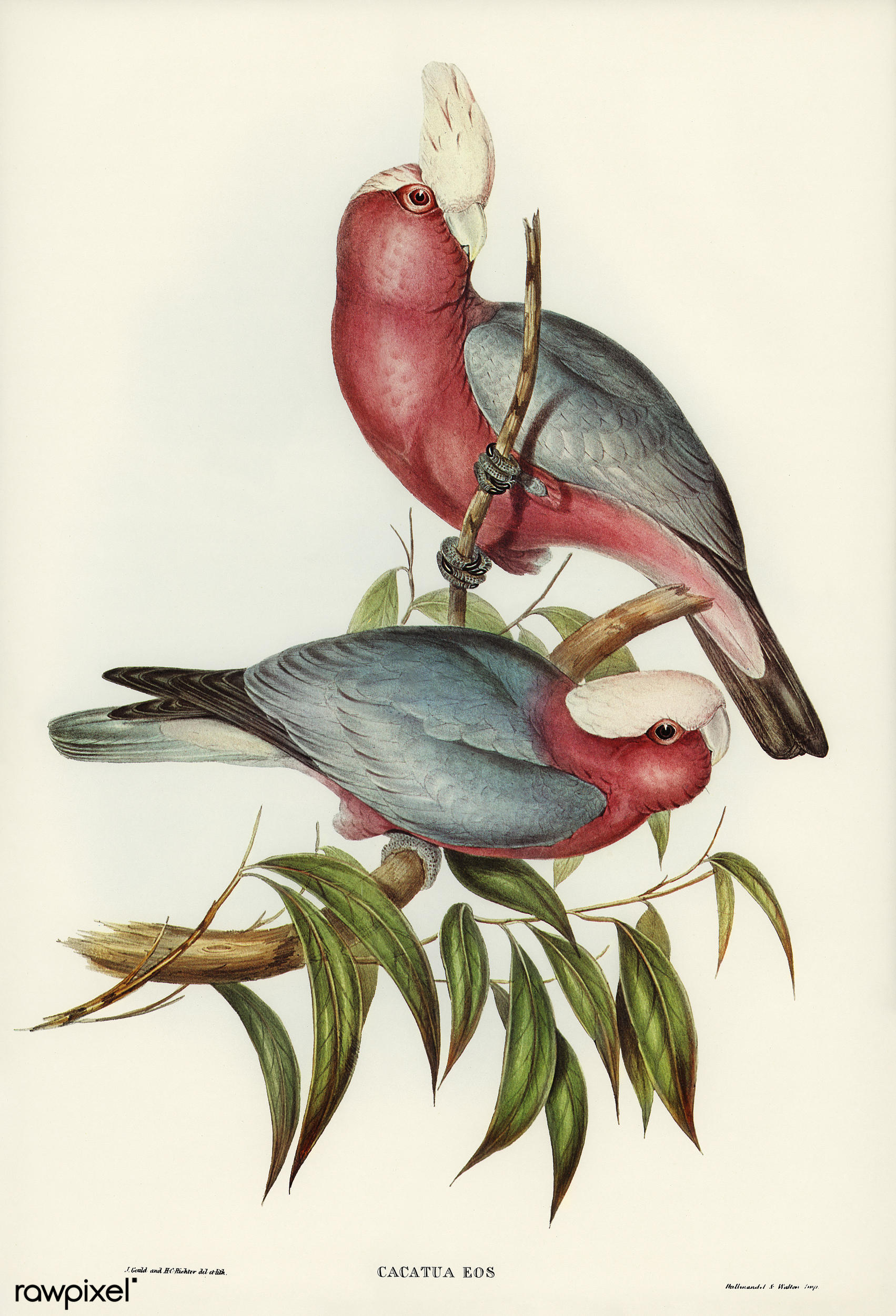
Cacatoès à poitrine rose (Cacatua Eos) illustré par Elizabeth Gould pour Birds of Australia

Durant ses onze ans de carrière (1830-1841), Elizabeth dessine, lithographie et peint plus de 650 planches, apparaissant dans les ouvrages suivants : 
- A Century of Birds from the Himalaya Mountains (1831-1832). 80 planches. Pour ce livre, Elizabeth travaille avec des oiseaux naturalisés[15],[16],[17].
- The Birds of Europe (1832–37). 380 planches[18]. Elizabeth travaille cette fois-ci sur des oiseaux vivants en cage. C'est avec cet ouvrage que son style personnel commence à apparaître, avec des arrière-plans ornementés et des ombrages réalistes. La lithographie lui permet de réaliser des textures plus réalistes, par exemple sur les plumes et le duvet.
- A Monograph of the Ramphastidae, or Family of Toucans (1834). 24 planches[19].
- A Monograph of the Trogonidae, or family of trogons (1835–38). Elizabeth réalise la majorité des 36 planches[20].
- The Zoology of the Voyage of H.M.S. Beagle, pt. III. Birds (1838)[21]. Elizabeth réalise les 50 planche de cet ouvrage de Darwin, mais son travail n'est pas crédité[4].
- A Synopsis of the Birds of Australia (1837–38).120 planches[22].
- The Birds of Australia (1837–38). 84 planches, et un nombre indéfini de dessins. Cet ouvrage est le projet le plus ambitieux d'Elizabeth Gould. Elle réalise les croquis sur modèles vivants. Une des images les plus célèbres de cette publication est une représentation d'un mérion superbe.
- The Birds of Australia (1840–48). Parmi les 681 planches colorées à la main et préparées par Gould, de nombreuses ont été numérisées par la State Library of New South Wales[23].
- Icones avium, or, Figures and descriptions of new and interesting species of birds from various parts of the globe (1837–38). 20 planches[24].

## Galerie

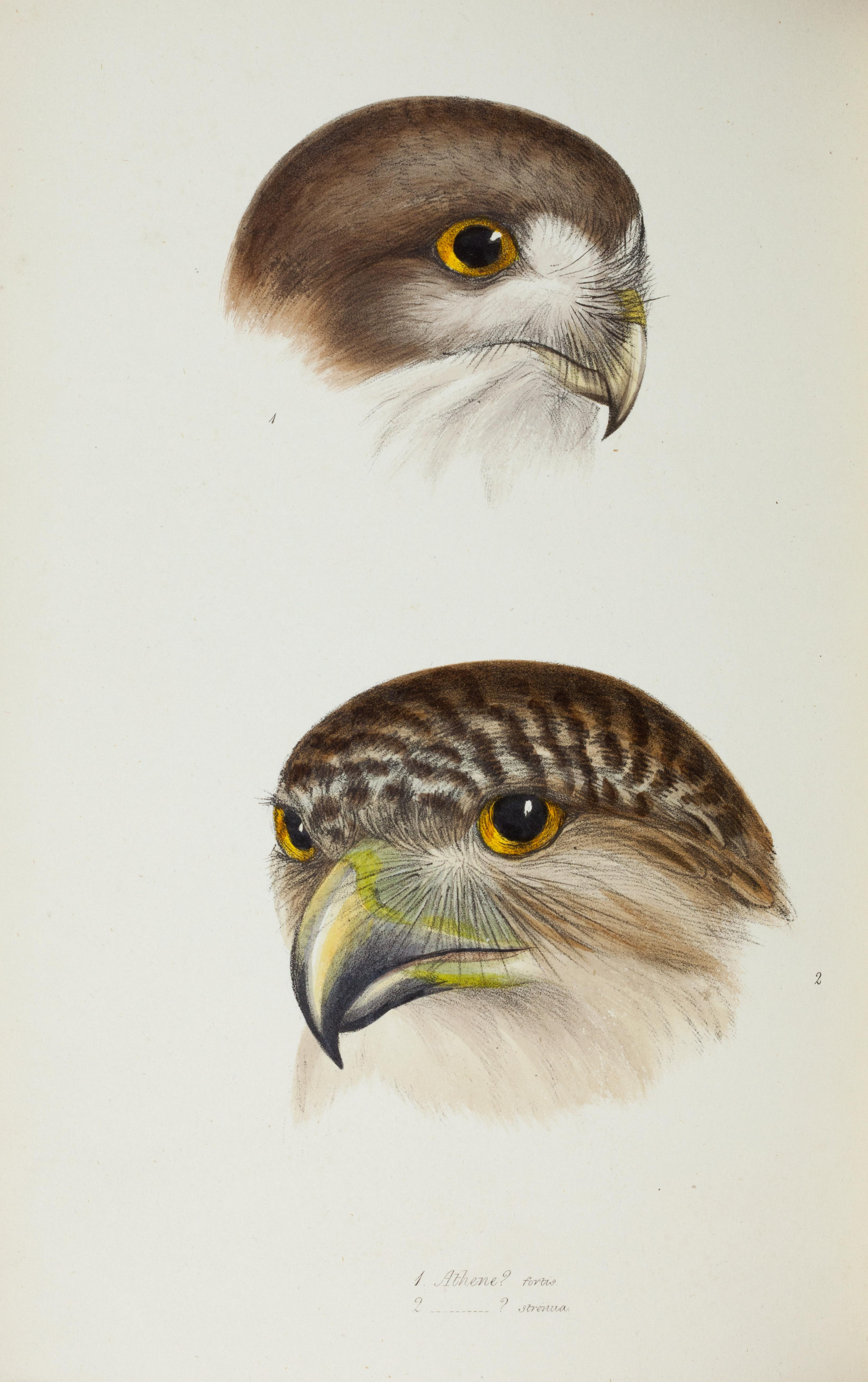
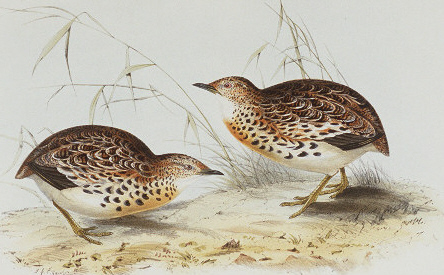
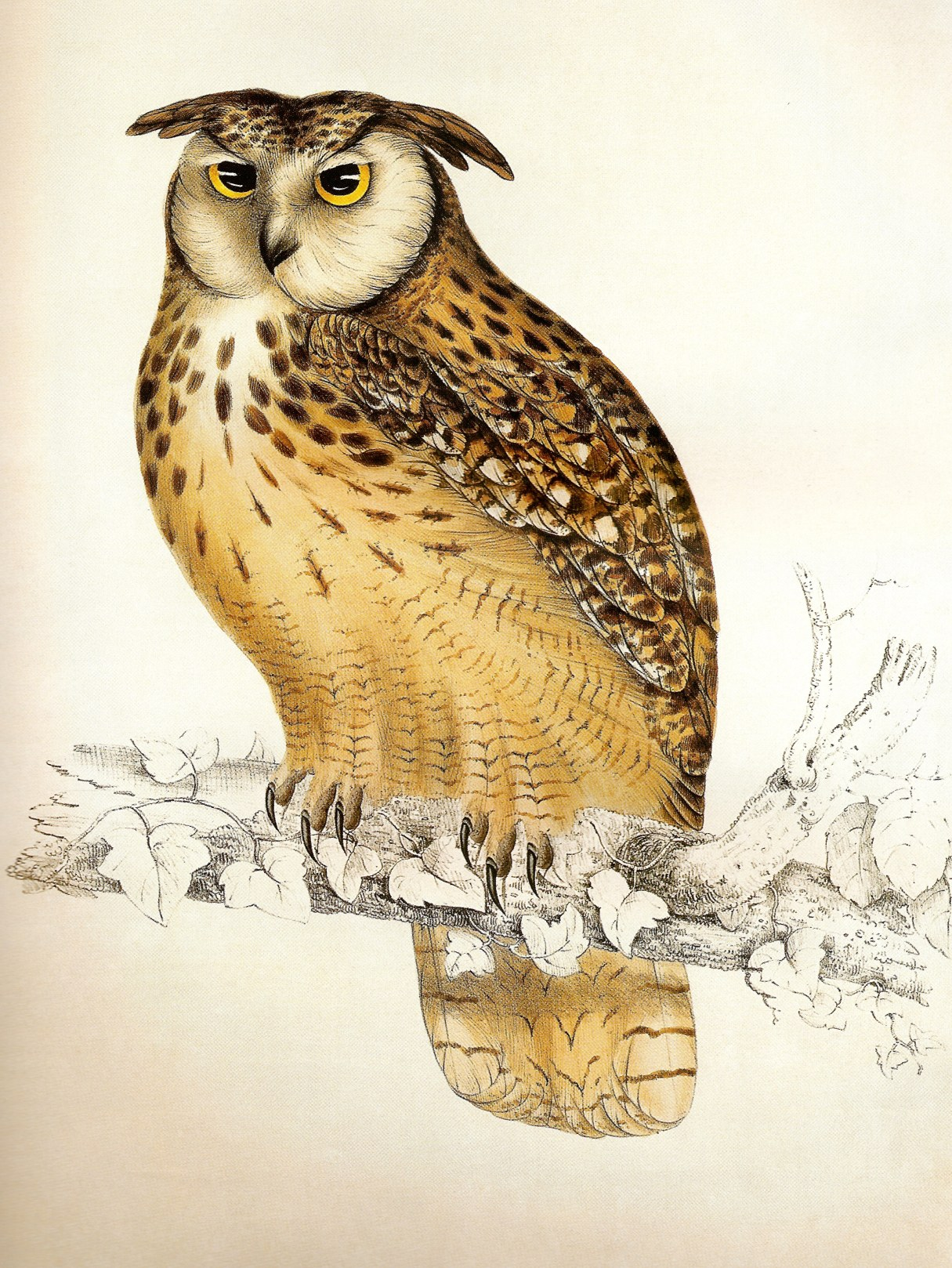
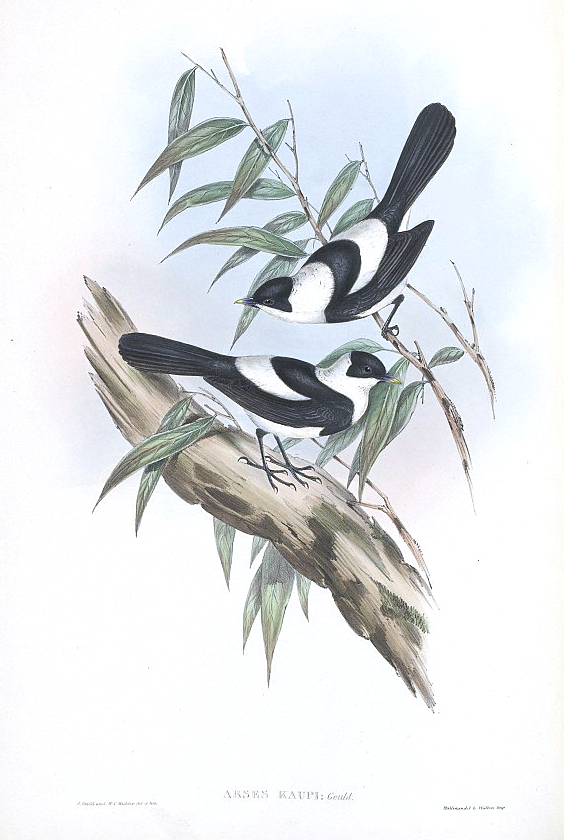
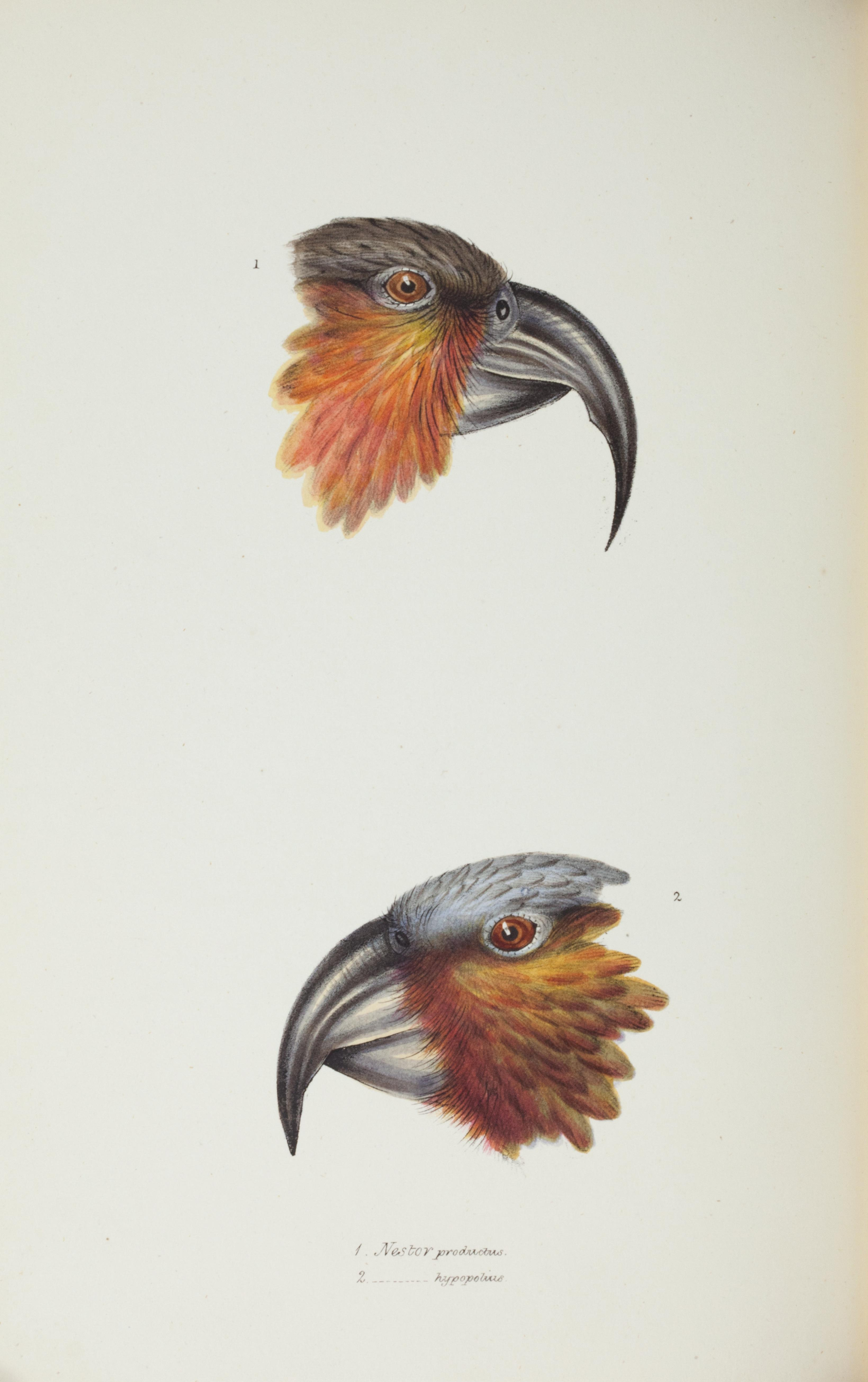
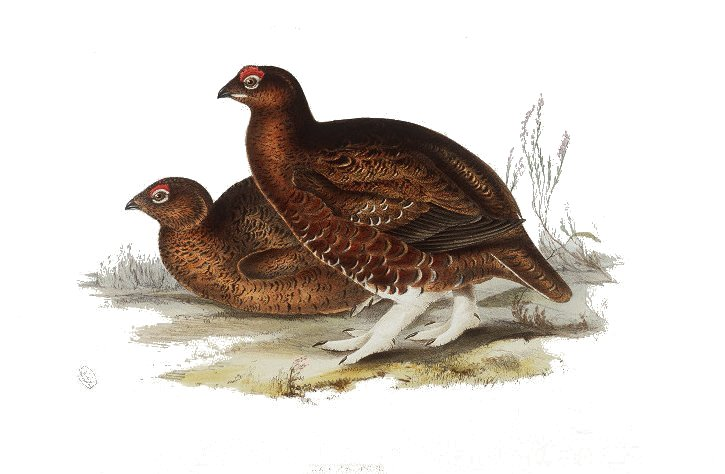
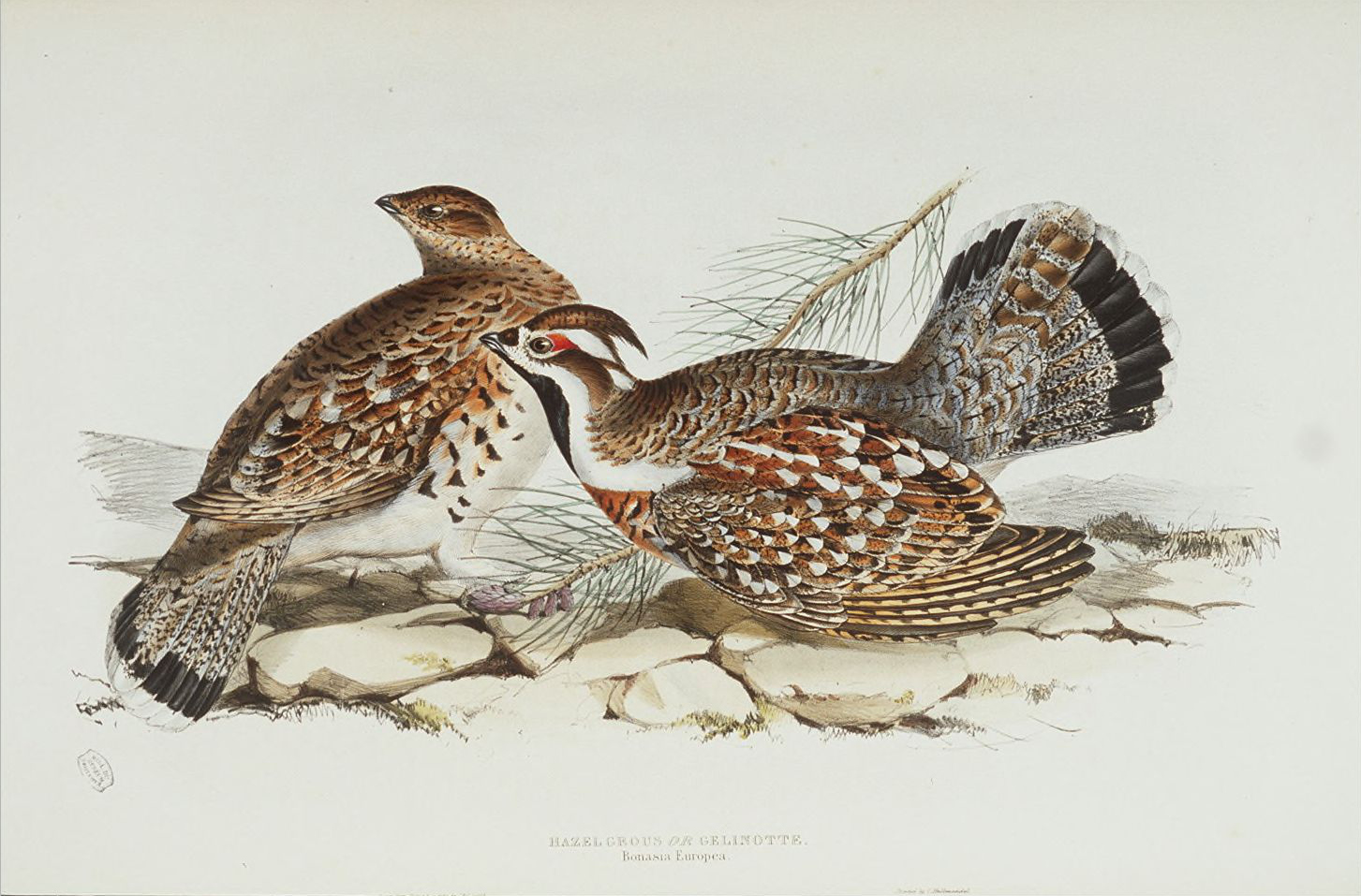
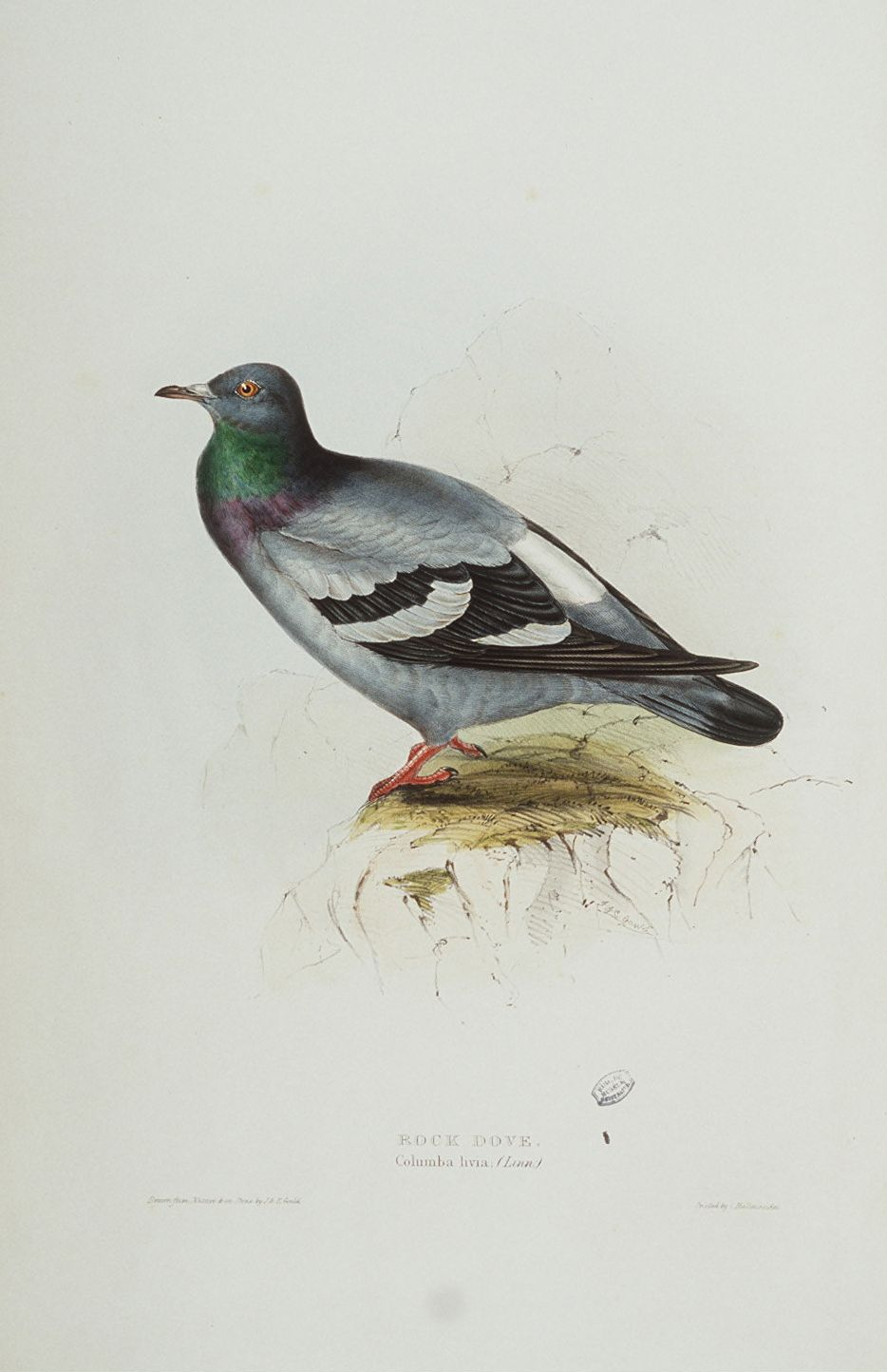
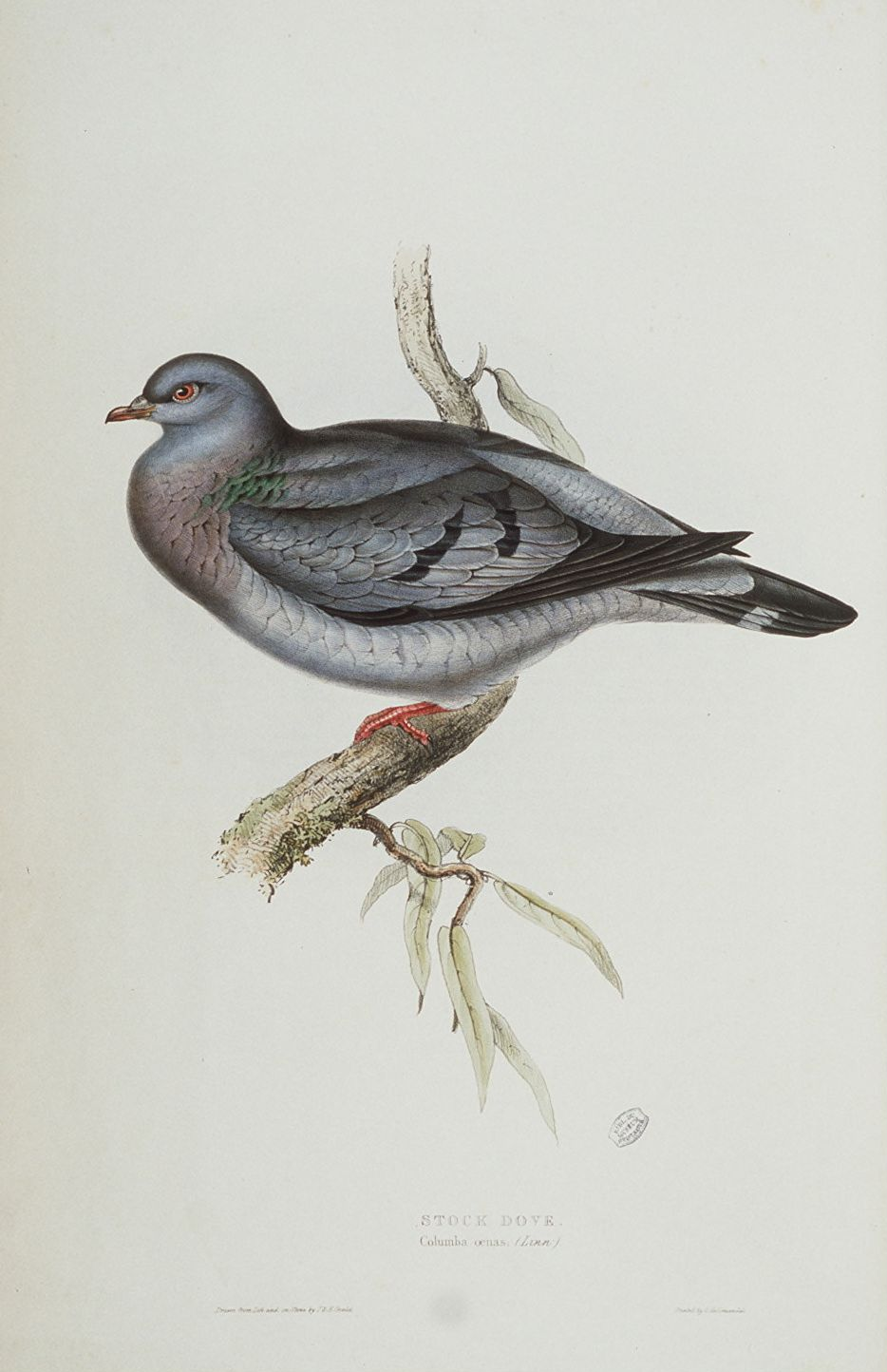
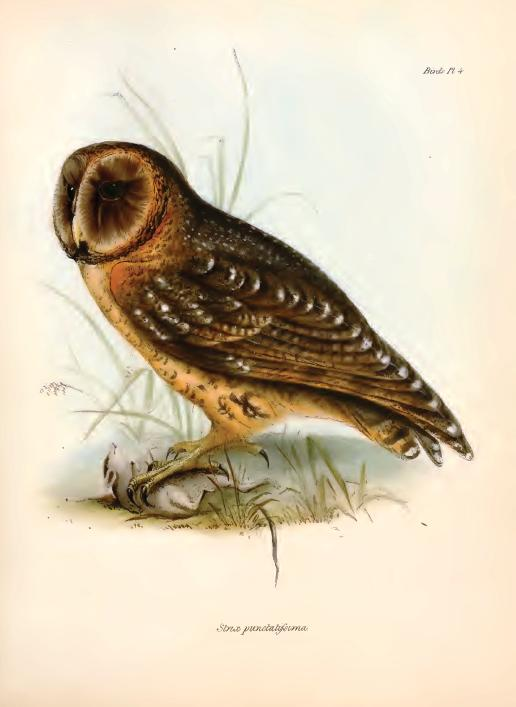
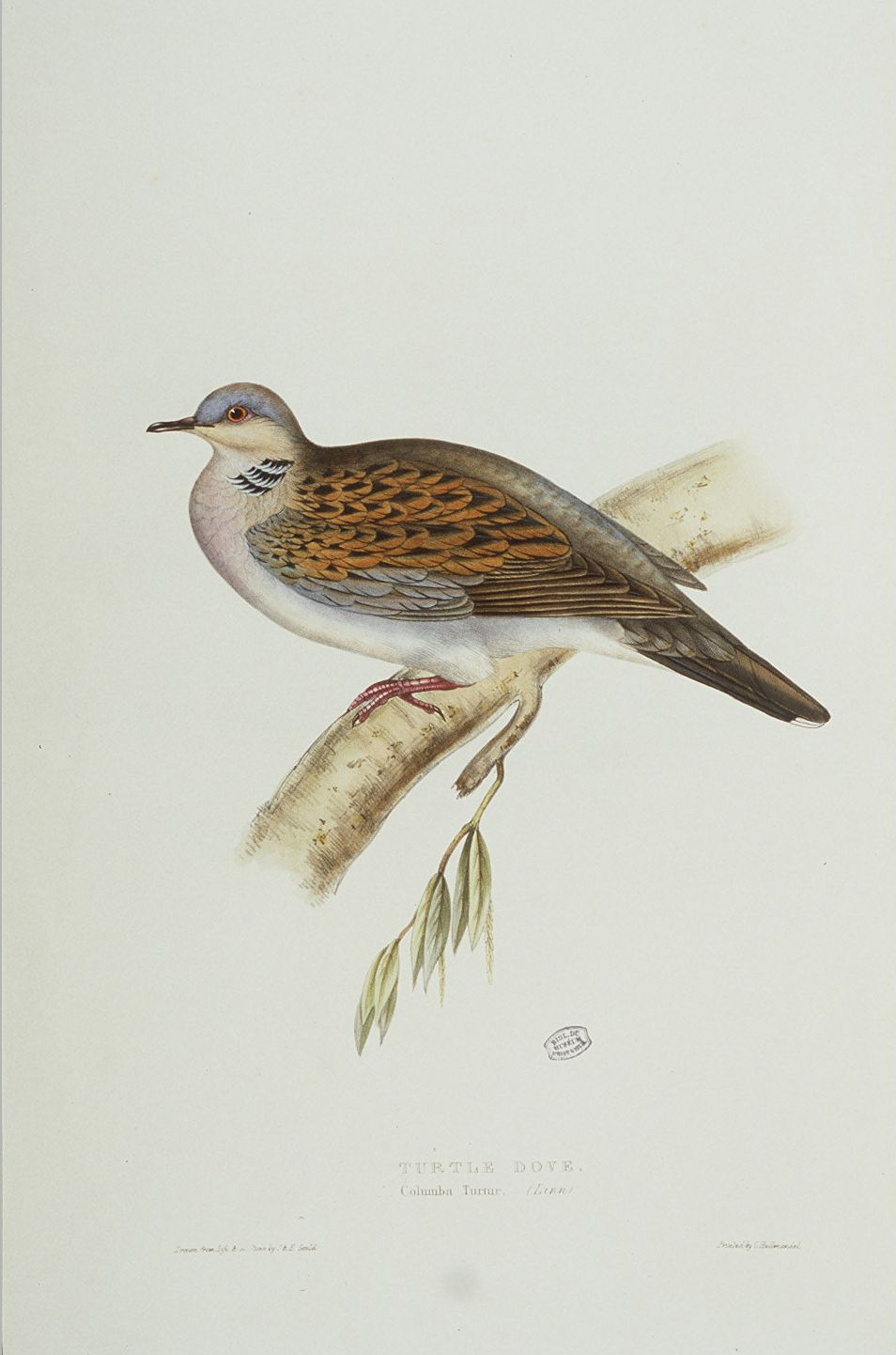
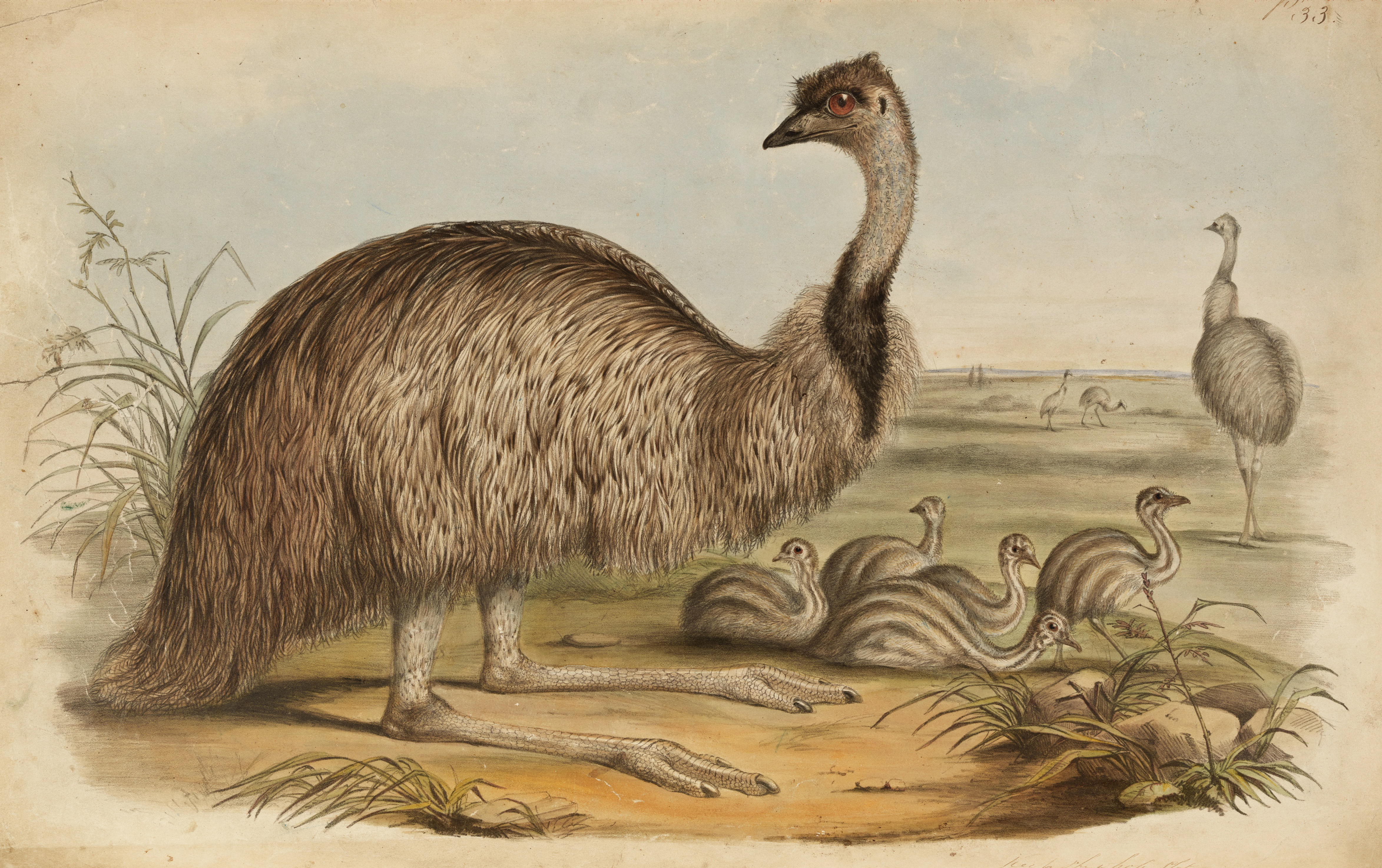
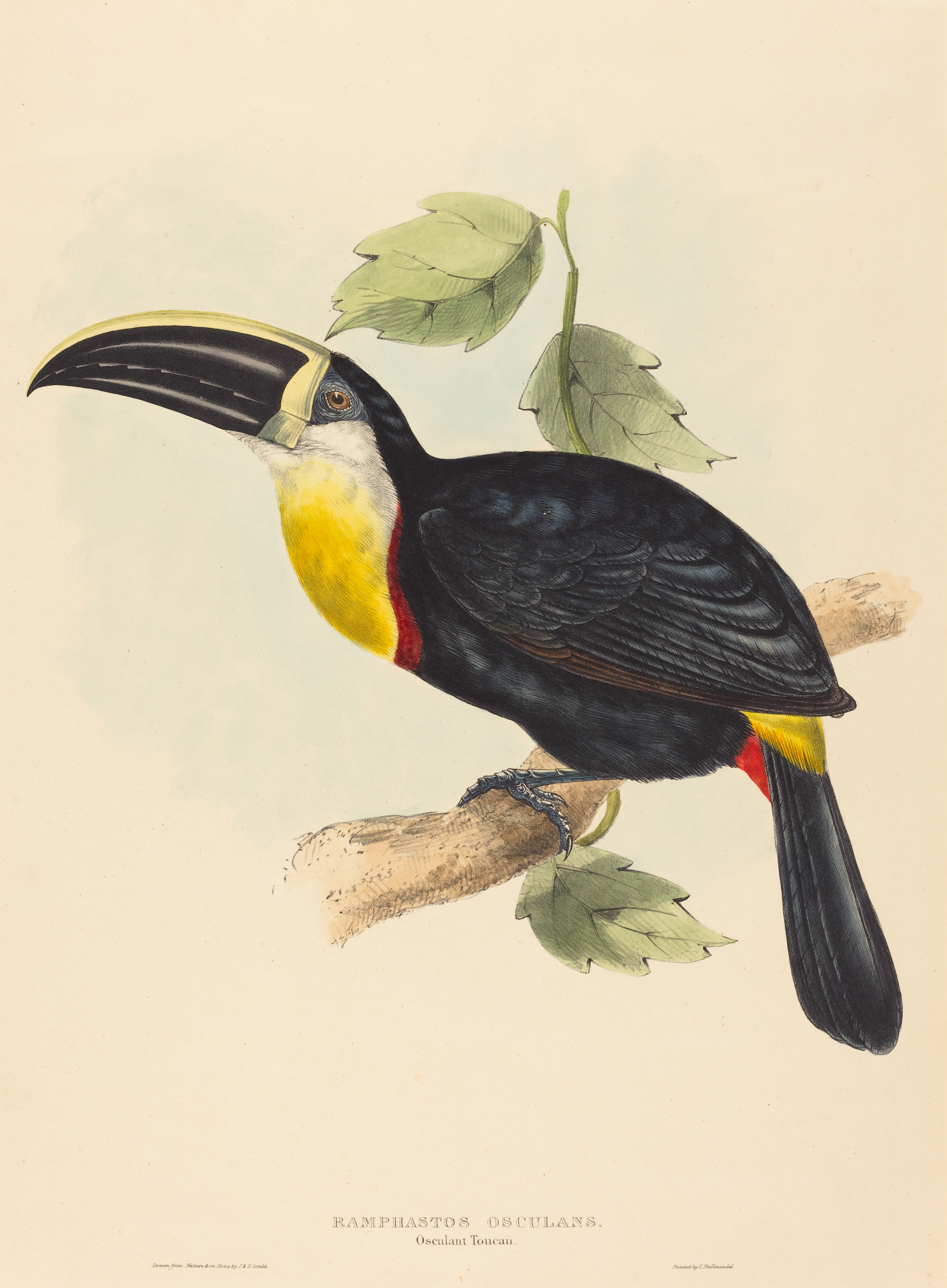
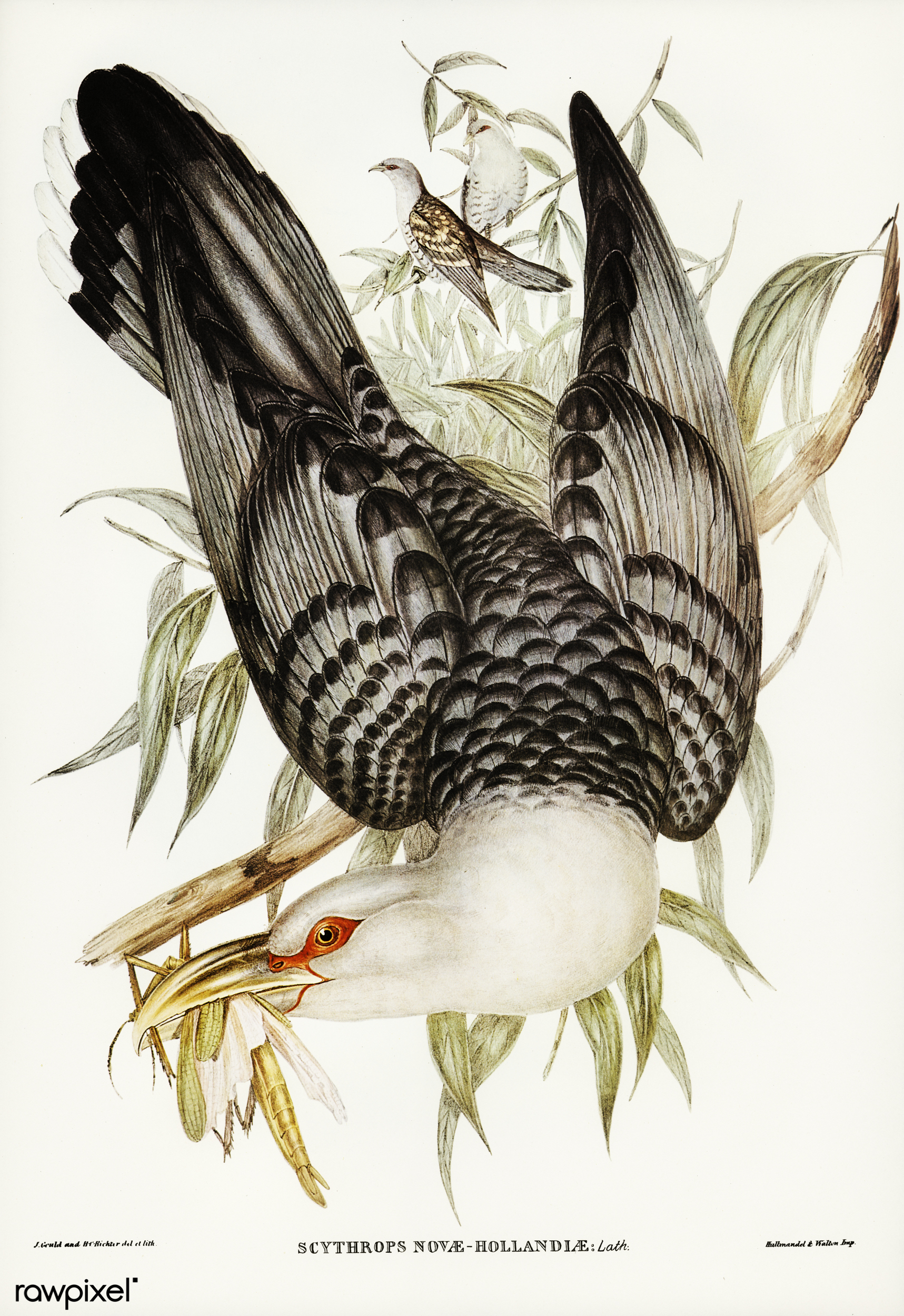